# South African Army
L'Esercito del Sud Africa (ufficialmente South African Army) è la principale forza armata della Repubblica del Sudafrica e si occupa della difesa terrestre nazionale. La sua nascita risale al 1912, durante l'Unione Sudafricana.
Il ruolo dell'esercito del Sud Africa ha subito un processo fortemente evolutivo negli anni successivi al 1994, anche in occasione della sua armonizzazione all'interno della neonata South African National Defence Force, che raggruppa le tre forze armate (esercito, marina e aeronautica) e il servizio sanitario militare.
Al giorno d'oggi l'esercito si sta rendendo sempre più partecipe e protagonista nelle missioni di peacekeeping in Africa del sud, spesso come parte di più ampie operazioni dell'Unione africana.

## Equipaggiamento

### Armi individuali
| Modello                | Immagine | Tipo                           | Calibro                                        | Origine               | Note    |
| Pistole                | Pistole  | Pistole                        | Pistole                                        | Pistole               | Pistole |
| ---------------------- | -------- | ------------------------------ | ---------------------------------------------- | --------------------- | ------- |
| Vektor Z88             |          | Pistola semiautomatica         | 9 × 19 mm Parabellum                           | Italia Sudafrica      | [ 1 ]   |
| Vektor SP1             |          | Pistola semiautomatica         | 9 × 19 mm Parabellum                           | Sudafrica             |         |
| Pistole mitragliatrici |          |                                |                                                |                       |         |
| Milkor BXP             |          | Pistola mitragliatrice         | 9 × 19 mm Parabellum                           | Sudafrica             |         |
| Fucili a canna liscia  |          |                                |                                                |                       |         |
| Stoeger SP312          |          | Fucile a pompa                 | Calibro 12                                     | Turchia               | [ 2 ]   |
| Armsel Striker         |          | Fucile semiautomatico          | Calibro 12                                     | Sudafrica             |         |
| Fucili d'assalto       |          |                                |                                                |                       |         |
| Vektor R4              |          | Fucile d'assalto               | 5,56 × 45 mm NATO                              | Sudafrica             | [ 1 ]   |
| Fucili da battaglia    |          |                                |                                                |                       |         |
| Vektor R1              |          | Fucile da battaglia            | 7,62 × 51 mm NATO                              | Belgio Sudafrica      |         |
| Mitragliatrici         |          |                                |                                                |                       |         |
| Vektor SS-77           |          | Mitragliatrice leggera         | 7,62 × 51 mm NATO                              | Sudafrica             |         |
| FN MAG                 |          | Mitragliatrice ad uso generale | 7,62 × 51 mm NATO                              | Belgio                |         |
| Browning M2            |          | Mitragliatrice pesante         | 12,7 × 99 mm NATO                              | Stati Uniti Sudafrica |         |
| Fucili di precisione   |          |                                |                                                |                       |         |
| Truvelo CMS            |          | Fucile di precisione           | 7,62 × 51 mm NATO .338 Lapua 12,7 × 99 mm NATO | Sudafrica             |         |
| NTW 20                 |          | Fucile anti-materiale          | 14,5 × 114 mm 20 × 82 mm                       | Sudafrica             |         |
| Lanciagranate          |          |                                |                                                |                       |         |
| Milkor MGL             |          | Lanciagranate                  | 40 mm                                          | Sudafrica             |         |
| Denel Y3               |          | Lanciagranate automatico       | 40 mm                                          | Sudafrica             |         |
| Lanciarazzi            |          |                                |                                                |                       |         |
| RPG-7                  |          | Lanciarazzi anticarro          | 40 mm                                          | Unione Sovietica      |         |

### Artiglieria
| Modello                | Immagine  | Calibro   | Origine                    | In servizio | Note                                  |
| Semoventi              | Semoventi | Semoventi | Semoventi                  | Semoventi   | Semoventi                             |
| ---------------------- | --------- | --------- | -------------------------- | ----------- | ------------------------------------- |
| Denel G6               |           | 155 mm    | Sudafrica                  | 2           | 41 in riserva.                        |
| Denel T5-52            |           | 155 mm    | Sudafrica                  | 6           | Acquistati nel 2018.                  |
| Obici                  |           |           |                            |             |                                       |
| Cannone G-5            |           | 155 mm    | Sudafrica                  | 6           | Altri 66 in riserva.                  |
| Lanciarazzi multipli   |           |           |                            |             |                                       |
| Valkiri                |           | 127 mm    | Sudafrica                  | 6           | Altri 48 in riserva.                  |
| Bateleur FV2           |           | 127 mm    | Sudafrica                  | 24          |                                       |
| Cannoni senza rinculo  |           |           |                            |             |                                       |
| M40A1                  |           | 106 mm    | Stati Uniti                |             | [ 6 ]                                 |
| Mortai                 |           |           |                            |             |                                       |
| Denel M-4 Commando     |           | 60 mm     | Sudafrica                  |             | [ 7 ]                                 |
| M3                     |           | 81 mm     | Francia Sudafrica          |             | [ 7 ]                                 |
| M5                     |           | 120 mm    | Israele                    | 36          |                                       |
| Artiglieria contraerea |           |           |                            |             |                                       |
| Bosvark                |           | 23 mm     | Unione Sovietica Sudafrica | 36          | ZU-23 installati su camion Samil 100. |
| 35 mm GDF              |           | 35 mm     | Svizzera                   | 40          | 22 GDF-002 e 18 GDF-005A.             |

### Veicoli
| Modello                                        | Immagine     | Tipo                          | Origine               | In servizio  | Note                                                                             |
| Carri armati                                   | Carri armati | Carri armati                  | Carri armati          | Carri armati | Carri armati                                                                     |
| ---------------------------------------------- | ------------ | ----------------------------- | --------------------- | ------------ | -------------------------------------------------------------------------------- |
| Olifant                                        |              | Carro armato da combattimento | Regno Unito Sudafrica | ~30          | Circa 26 Mk 2 e circa 5 Mk 1B.                                                   |
| Autoblindo                                     |              |                               |                       |              |                                                                                  |
| Rooikat                                        |              | Cacciacarri                   | Sudafrica             | 50           | Altri 126 in riserva.                                                            |
| Veicoli da combattimento della fanteria        |              |                               |                       |              |                                                                                  |
| Ratel                                          |              | IFV                           | Sudafrica             | ~300         | Ratel 20, Ratel 60 e Ratel 90. Molti non operativi                               |
| Badger                                         |              | IFV                           | Finlandia Sudafrica   | 0            | 238 acquistati nel 2013 con ingresso in servizio previsto inizialmente nel 2022. |
| Veicoli trasporto truppe                       |              |                               |                       |              |                                                                                  |
| Casspir                                        |              | APC                           | Sudafrica             | 370          |                                                                                  |
| Mamba APC                                      |              | APC                           | Sudafrica             | 440          |                                                                                  |
| Veicoli per usi speciali                       |              |                               |                       |              |                                                                                  |
| Gemsbok                                        |              | Veicolo corazzato da recupero | Sudafrica             |              | [ 6 ]                                                                            |
| Leguan                                         |              | Veicolo gettaponte            | Germania              |              | [ 6 ]                                                                            |
| Husky VMMD                                     |              | Veicolo per lo sminamento     | Sudafrica             |              | [ 6 ]                                                                            |
| Veicoli utility                                |              |                               |                       |              |                                                                                  |
| Hornet Rapid Deployment Reconnaissance Vehicle |              | Veicolo tattico leggero       | Sudafrica             |              | [ 5 ]                                                                            |
| Gecko 8×8 ATV                                  |              | All-terrain vehicle           | Sudafrica             |              |                                                                                  |
| Ford Ranger                                    |              | Automobile                    | Stati Uniti           |              |                                                                                  |
| Iveco Daily                                    |              | Furgone                       | Italia                |              |                                                                                  |
| Volkswagen Crafter                             |              | Furgone                       | Germania              |              |                                                                                  |
| Autocarri                                      |              |                               |                       |              |                                                                                  |
| SAMIL 20                                       |              | Autocarro leggero             | Sudafrica             |              |                                                                                  |
| UD70                                           |              | Autocarro leggero             | Giappone              |              |                                                                                  |
| SAMIL 50                                       |              | Autocarro                     | Sudafrica             |              |                                                                                  |
| SAMIL 100                                      |              | Autocarro                     | Sudafrica             |              |                                                                                  |
| SHE Cavallo                                    |              | Autocarro Trattore stradale   | Spagna                |              |                                                                                  |
| MAN 40.440                                     |              | Trattore stradale             | Germania              |              |                                                                                  |

### Missili
| Modello           | Immagine          | Tipo                       | Origine           | Note                  |
| Missili anticarro | Missili anticarro | Missili anticarro          | Missili anticarro | Missili anticarro     |
| ----------------- | ----------------- | -------------------------- | ----------------- | --------------------- |
| MILAN             |                   | Missile filoguidato        | Francia Germania  | [ 6 ]                 |
| ZT3 Ingwe         |                   | Missile a guida laser      | Sudafrica         | [ 6 ]                 |
| Missili antiaerei |                   |                            |                   |                       |
| Starstreak        |                   | Sistema SAM a corto raggio | Regno Unito       | In servizio dal 2014. |

### Mezzi aerei
| Aeromobile                     | Immagine                       | Tipo                           | Origine                        | In servizio                    | Note                           |
| Aeromobili a pilotaggio remoto | Aeromobili a pilotaggio remoto | Aeromobili a pilotaggio remoto | Aeromobili a pilotaggio remoto | Aeromobili a pilotaggio remoto | Aeromobili a pilotaggio remoto |
| ------------------------------ | ------------------------------ | ------------------------------ | ------------------------------ | ------------------------------ | ------------------------------ |
| Kentron Seeker                 |                                | UAV da ricognizione            | Sudafrica                      | 36                             |                                |
| ATE Vulture                    |                                | UAV da ricognizione            | Sudafrica                      | <4                             |                                |